# 第4回ロサンゼルス映画批評家協会賞
第4回ロサンゼルス映画批評家協会賞は、ロサンゼルス映画批評家協会によって1978年の映画に贈られた映画賞である。1978年12月16日に発表された。

## 受賞
- 主演男優賞:
  - ジョン・ヴォイト – 『帰郷』

- 主演女優賞:
  - ジェーン・フォンダ – 『帰郷』、『カムズ・ア・ホースマン』、『カリフォルニア・スイート』

- 撮影賞:
  - 『天国の日々』 - ネストール・アルメンドロス

- 監督賞:
  - マイケル・チミノ - 『ディア・ハンター』

- 作品賞:
  - 『帰郷』

- 外国映画賞:
  - 『これからの人生』 ( フランス)

- 音楽賞:
  - 『ミッドナイト・エクスプレス』 - ジョルジオ・モロダー

- 脚本賞:
  - 『結婚しない女』 - ポール・マザースキー

- 助演男優賞:
  - ロバート・モーレイ - 『料理長殿、ご用心』

- 助演女優賞:
  - モーリン・ステイプルトン - 『インテリア』
  - モナ・ウォッシュボーン - 『スティービー』

- 生涯功労賞:
  - オーソン・ウェルズ

- ニュー・ジェネレーション賞
  - ゲイリー・ビューシイ